# Palle Kjærulff-Schmidt
Palle Kjærulff-Schmidt (* 7. Juli 1931 in Esbjerg, Dänemark; † 14. März 2018) war ein von der französischen Nouvelle Vague beeinflusster dänischer Filmregisseur mit kurzem Karrierehöhepunkt in den 1960er Jahren sowie Autor.

## Leben
Der Sohn des Schauspielers Helge Kjærulff-Schmidt erhielt ab 1949 eine umfassende, künstlerische Ausbildung und begann 1953 als Bühnenregisseur am Nørrebros-Theater zu arbeiten. 1957 debütierte er als Filmregisseur, zunächst mit Robert Saaskin als Partner, 1958 arbeitete Kjærulff-Schmidt erstmals beim Rundfunk, für den er auch noch in späten Jahren Inszenierungen lieferte, und 1960 gab er seinen Einstand beim Fernsehen. 
Kjærulff-Schmidts Bedeutung basiert vor allem auf zwei zentralen Arbeiten der 1960er Jahre: 1962 erregte er erstmals Aufmerksamkeit mit der Verhaltensstudie „Weekend“, während er vier Jahre darauf mit „Es war einmal ein Krieg“, „einer zarten Initiationsgeschichte mit dem 2. Weltkrieg als Zeithintergrund“, die Kritiker begeisterte und eine Phase der Erneuerung des dänischen Kinos einläutete. Zwischendurch hatte er den Film „To“ hergestellt, der 1965 der dänische Wettbewerbsbeitrag bei der Berlinale war. 1967 war er erneut mit seinem Film Die Geschichte von Barbara auf der Berlinale vertreten. Im Jahr 1965 war er Ko-Regisseur und Ko-Produzent in dem Film 4x4, der auf dem 4. Internationalen Filmfestival Moskau aufgeführt wurde.
Seine späteren Inszenierungen sind weit weniger bedeutsam; seit Beginn der 1970er Jahre konnte er kaum mehr Filme realisieren. Seinen letzten Kinofilm drehte Kjærulff-Schmidt 1986 mit einer Filmbiografie über Peter von Scholten, den letzten Generalgouverneur von Dänisch-Westindien. In den 1990er Jahren konnte der einstige Starregisseur seines Landes nur noch minder bedeutende Fernsehfilme inszenieren. In dieser Zeit machte er mit anderen künstlerischen Aktivitäten auf sich aufmerksam und ging intensiv auf Reisen, die er anschließend zu Buchreportagen verarbeitete.

## Filmografie
- 1957: Bundfald (Co-Regie)
- 1959: De sjove år (Co-Regie)
- 1962: Weekend (Week-End)
- 1963: Særlingen (Fernsehfilm)
- 1964: Zwei (To)
- 1965: 4 × 4 (Episodenfilm, Episode „Sommerkrig“)
- 1966: Es war einmal ein Krieg (Der var engang en krig)
- 1967: Die Geschichte von Barbara (Historien om Barbara)
- 1968: I den grønne skov
- 1969: Geld zum zweiten Frühstück (Tænk på et tal)
- 1970: Et godt liv (Fernsehfilm)
- 1972: Stoppested (Fernsehfilm)
- 1973: I Adams Verden (Fernsehfilm)
- 1975: Anne og Paul (Fernsehfilm)
- 1977: Louises hus (Fernsehfilm)
- 1982: Opfinderkontoret (Fernsehserie)
- 1984: Tukuma
- 1987: Peter von Scholten
- 1994: Enten eller - Du bestemmer (Fernsehserie)